# 平井幸輝
平井 幸輝（ひらい ゆきてる、1975年 - ）は、日本の作庭家。京都府京都市生まれ。株式会社緑輝造園の二代目。京都芸術短期大学ランドスケープデザインコース卒業。邸宅や料亭、サロンなど京都を中心に日本各地で作庭を手がける。京都府造園協同組合に加盟。